# Sender Junglinster
Der Sender Junglinster ist eine weitgehend außer Betrieb befindliche Sendeanlage der RTL-Tochter Broadcasting Center Europe (BCE) in Luxemburg, der für die Ausstrahlung im Kurzwellen- und Langwellenrundfunk diente.

## Geschichte
Ein Jahr nach der Gründung des privaten Rundfunkunternehmens Compagnie Luxembourgeoise de Radiodiffusion (CLR) wurde die Sendeanlage Junglinster von Radio Luxembourg im Jahr 1932 errichtet. Dazu wurden drei abgespannte Stahlfachwerkmasten mit einer Höhe von jeweils 180 Meter errichtet, zwischen denen ein Antennendraht gespannt war. Am 15. März 1933 wurde der Sender in Betrieb genommen und strahlte englischsprachige, deutschsprachige und französischsprachige Sendungen von Radio Luxembourg aus. Zu dieser Zeit war er der stärkste Langwellensender Europas.
Seit dem 7. Juli 1939 diente er auch als Kurzwellensender. Dieser sendete zunächst auf 15730 kHz im 19-Meter-Band. Während der Besatzung des Senders von den Deutschen im Zweiten Weltkrieg gehörte der Sender zum Großdeutschen Rundfunk. Von April bis November 1945 wurde der Sender von den Amerikanern für Sendungen in Richtung der Deutschen benutzt, nachdem Luxemburg befreit wurde. Danach konnte die CLR die Anlage selber nutzen.
Vom 25. Januar 1951 bis Dezember 1955 war der Sender auch für die Mittelwellenfrequenz 1439 kHz (bzw. nach dem Genfer Wellenplan 1440 kHz) tätig, was das Programm von Radio Luxembourg ausgestrahlt hat. Im Dezember 1955 wurde diese Frequenz zum Sender Marnach verlegt. Außerdem diente er als UKW-Sender auf der Frequenz 92,5 MHz mit einer Leistung von 12 kW von 1959 bis 1970, bevor er zum Sender Hosingen verlegt wurde. Im Jahr 1954 wurden zwei freistehende, gegen Erde isolierte Stahlfachwerktürme mit einer Höhe von 250 m errichtet, um besser zur französischen Mittelmeerküste zu senden. Außerdem wurden die drei ursprünglichen Sendetürme aus dem Jahr 1932 abgebaut. 1959 folgte noch ein dritter Sendeturm, der identisch zu den anderen beiden Sendetürmen ist. Die Stärke der Ausstrahlung aus Junglinster verursachte ein Phänomen, das später in der Fachsprache der Funktechnik als „Luxemburgeffekt“ bezeichnet wurde.
Aufgrund übermäßiger Vibrationen wurden alle drei Masten im Jahr 1983 auf 215 m gekürzt.
1972 wurde der Standort der Langwellensendeanlage zum nahegelegenen Beidweiler verlegt. Daher ist die Langwellensendeanlage Junglinster seit 1974 nur noch aktive Betriebsreserve. Der Sender wurde am 2. Januar 2023 um 01:00 Uhr abgeschaltet. Nach der Einstellung von Radio Luxembourg wurde die Sendeanlage von der RTL-Tochter Broadcasting Center Europe (BCE) übernommen.
1994 wurden sämtliche Kurzwellenausstrahlungen des Senders zunächst eingestellt, bevor sie 2002 mit erneuerter Technik im DRM-Modus wieder in Betrieb genommen wurden. Im Jahr 2020 errichtete die RTL Group zusammen mit Enovos rund um die Sendeanlage eine Solaranlage zur Produktion von Strom mittels Photovoltaik. Heute dient der Sender noch als UKW-Sender auf der Frequenz 95,0 MHz. Diese Frequenz sendet das Programm von Eldoradio mit einer Leistung von 0,2 kW.
Anfang 2025 wurde bekannt, dass der Eigentümer BCE die drei Sendetürme und das historische Sendergebäude abbauen möchte. Laut dem Kulturminister Luxemburgs sei BCE die Genehmigung für den Abriss der Sendetürme zu erteilen, da es sich nicht um die ursprünglichen Türme aus dem Jahr 1932 handelt und daher kein Denkmalschutz besteht. Für das historische Sendergebäude besteht hingegen Denkmalschutz, gegen den BCE Beschwerde eingelegt hat.

## Frequenzen und Programme

### Kurzwelle
Im DRM-Modus wurde am 16. Juni 2003 an auf der Kurzwellenfrequenz 6095 kHz im 49-Meter-Band das Programm von RTL Radio, KBS World Radio und verschiedenen religiösen Missionswerken mit einer Leistung von 50 kW ausgestrahlt. Wegen der fehlenden Verbreitung von DRM-Empfängern wurden die DRM-Ausstrahlungen auf 6095 kHz im Februar 2011 auf 45 Minuten pro Tag reduziert und am 1. Mai 2011 ganz eingestellt.
Außerdem wurde auf der Kurzwellenfrequenz 15350 kHz im 19-Meter-Band gesendet. Auf 5990 kHz im 49-Meter-Band wurden Sendungen aus Marnach von derselben Rundstrahlantenne ausgestrahlt. Diese Frequenzen sendeten mit einer Leistung von jeweils 50 kW und sind zurzeit außer Betrieb.
Von 1953 bis 1994 wurde auch der Kurzwellenfrequenz 6090 kHz im 49-Meter-Band gesendet.

### Langwelle
Von 1932 an diente der Langwellensender für die Ausstrahlung von Radio Luxembourg auf 252 kHz, wo die Frequenz später auf 236 kHz geändert wurde. 1952 sendete man kurzzeitig auf 236 kHz, ein Jahr später dann auf 233 kHz. Im Jahr 1973/74 wurde dann wieder auf 236 kHz umgestimmt und nach dem Genfer Wellenplan am 1. Februar 1988 dann auf 234 kHz. Seit 1974 diente der Sender Junglinster nur noch als aktive Betriebsreserve, nachdem 1972 der Sendestandort nach Beidweiler verlegt wurde. Nach der Einstellung von Radio Luxembourg wurde das französischsprachige Programm von RTL ausgestrahlt. Am 2. Januar 2023 um 01:00 Uhr wurde diese Frequenz aus Kostengründen und angesichts der Energiekrise endgültig abgeschaltet.

### Mittelwelle
Von 1951 bis 1955 diente der Sender Junglinster auch für die Mittelwellenfrequenz 1439 kHz, was das Programm von Radio Luxemburg ausgestrahlt hat. Im Dezember 1955 wurde die Frequenz abgeschaltet und nach Marnach verlegt.

### UKW
Von 1959 bis 1970 wurde im UKW-Band das Programm von Radio Luxemburg auf der Frequenz 92,5 MHz mit einer Leistung von 12 kW aus. Diese Frequenz wurde 1970 nach Hosingen verlegt.
Heute wird auf UKW das Programm von Eldoradio mit einer Leistung von 0,2 kW auf 95,0 MHz ausgestrahlt. Dieses kommt jedoch nicht von einem der großen Türme, sondern von einem gesonderten, kleineren Sendemast.